# Anisomeridium ambiguum
Anisomeridium ambiguum är en lavart som först beskrevs av Alexander Zahlbruckner, och fick sitt nu gällande namn av R. C. Harris. Anisomeridium ambiguum ingår i släktet Anisomeridium och familjen Monoblastiaceae.   Inga underarter finns listade i Catalogue of Life.